# Seznam největších zaměstnavatelů v Česku
Následující seznam obsahuje největší zaměstnavatele se sídlem v Česku.
Metodika získávání zde vykazovaných údajů není jednotná. Některé hodnoty představují evidenční počty zaměstnanců ve fyzických osobách k poslednímu dni sledovaného období (např. k 31.12.), jiné jsou uvedeny jako průměrné evidenční počty zaměstnanců ve fyzických osobách za celé sledované období (aritmetický průměr měsíčních stavů např. za kalendářní rok). Naproti tomu v účetních závěrkách se uvádí průměrný evidenční počet zaměstnanců přepočtený, který vyjadřuje přepočet na plně zaměstnané, tzn. zohledňuje výši pracovního úvazku každého zaměstnance. Tento údaj se mimo jiné používá jako jedno z kritérií pro určování kategorie velikosti podniku.
Rozdíl mezi počtem zaměstnaných fyzických osob a přepočteným stavem může u velkých zaměstnavatelů činit několik set. Typické je to např. pro nemocnice či vysoké školy s mnoha zaměstnanci se zkrácenými pracovními úvazky.

## Podniky
Kurzívou jsou uvedeny podniky, jejichž majoritním vlastníkem je veřejná správa. V případě konsolidovaných celků (skupin) počet zaměstnanců zahrnuje také případné zaměstnance zahraničních dceřiných společností.
| P  | Zaměstnavatel                              | Počet zaměstnanců | Reference |
| -- | ------------------------------------------ | ----------------- | --------- |
| 1  | Škoda Auto                                 | 34 884 (2023)     | [ 1 ]     |
| 2  | Agrofert (skupina)                         | 32 000 (2023)     | [ 2 ]     |
| 3  | ČEZ (skupina)                              | 30 552(2023)      | [ 3 ]     |
| 4  | České dráhy (skupina)                      | 21 823 (2023)     | [ 4 ]     |
| 5  | Česká pošta                                | 20 902 (2023)     | [ 5 ]     |
| 6  | Správa železnic                            | 16 893 (2023)     | [ 6 ]     |
| 7  | AGEL (skupina)                             | 13 908 (2022)     | [ 7 ]     |
| 8  | Moravia Steel (skupina)                    | 13 330 (2023)     | [ 8 ]     |
| 9  | Kaufland Česká republika                   | 11 517 (2022)     | [ 9 ]     |
| 10 | Dopravní podnik hl. m. Prahy               | 11 214 (2023)     | [ 10 ]    |
| 11 | Energetický a průmyslový holding (skupina) | 10 967 (2023)     | [ 11 ]    |
| 12 | Česká spořitelna (skupina)                 | 10 433 (2023)     | [ 12 ]    |
| 13 | Albert Česká republika                     | 10 217 (2022)     | [ 13 ]    |
| 14 | Veolia voda Česká republika (skupina)      | 9 267 (2022)      | [ 14 ]    |
| 15 | Lidl Česká republika v.o.s                 | 9 187 (2021)      | [ 15 ]    |
| 16 | Energo-Pro (skupina)                       | 8 843 (2017)      | [ 16 ]    |
| 17 | ČSOB (skupina)                             | 8 035 (2023)      | [ 17 ]    |
| 18 | Komerční banka                             | 7 551 (2023)      | [ 18 ]    |
| 19 | Siemens Česká republika                    | 7 179 (2023)      | [ 19 ]    |
| 20 | EP Industries (skupina)                    | 7 143 (2022)      | [ 20 ]    |
| 21 | Tesco Stores ČR                            | 7 010 (2023)      | [ 21 ]    |
| 22 | BILLA                                      | 6 648 (2022)      | [ 22 ]    |
| 23 | Metrostav (skupina)                        | 6 632 (2020)      | [ 23 ]    |
| 24 | Penny Market                               | 5 905 (2022)      | [ 24 ]    |
| 25 | Škoda Transportation (skupina)             | 5 877 (2022)      | [ 25 ]    |
| 26 | Orlen Unipetrol                            | 5 780 (2023)      | [ 26 ]    |
| 27 | ManpowerGroup                              | 5 522 (2023)      | [ 27 ]    |
| 28 | Liberty Ostrava (skupina)                  | 5 190 (2022)      | [ 28 ]    |
| 29 | Continental Automotive Czech Republic      | 5 042 (2023)      | [ 29 ]    |
| 30 | Globus ČR                                  | 4 731 (2023)      | [ 30 ]    |
| 31 | Continental Barum                          | 4 374 (2023)      | [ 31 ]    |
| 32 | O2 Czech Republic (skupina)                | 4 077 (2023)      | [ 32 ]    |
| 33 | Bosch Powertrain                           | 3 973 (2023)      | [ 33 ]    |
| 34 | Kooperativa pojišťovna                     | 4 158 (2023)      | [ 34 ]    |
| 35 | Lesy České republiky                       | 3 808 (2023)      | [ 35 ]    |
| 36 | Generali Česká pojišťovna                  | 3 553 (2023)      | [ 36 ]    |
| 37 | Robert Bosch                               | 3 445 (2022)      | [ 37 ]    |
| 38 | AGC Flat Glass Czech (skupina)             | 3 416 (2022)      | [ 38 ]    |
| 39 | MAKRO Cash & Carry ČR s.r.o.               | 3 366 (2023)      | [ 39 ]    |
| 40 | T-Mobile Czech Republic                    | 3 284 (2022)      | [ 40 ]    |
| 41 | Toyota Motor Manufacturing Czech Republic  | 3 228 (2022)      | [ 41 ]    |
| 42 | UniCredit Bank Czech Republic and Slovakia | 3 162 (2023)      | [ 42 ]    |
| 43 | Hruška                                     | 3 043 (2022)      | [ 43 ]    |
| 44 | Adient Czech Republic                      | 3 029 (2023)      | [ 44 ]    |
| 45 | ABB s.r.o.                                 | 2 950 (2022)      | [ 45 ]    |
| 47 | Hyundai Motor Manufacturing Czech          | 2 878 (2023)      | [ 46 ]    |
| 46 | Hella Autotechnik Nova                     | 2 824 (2023)      | [ 47 ]    |
| 48 | Letiště Praha (skupina)                    | 2 713 (2023)      | [ 48 ]    |
| 49 | Strabag                                    | 2 541 (2023)      | [ 49 ]    |
| 50 | Prisko (skupina)                           | 2 523 (2023)      | [ 50 ]    |

## Veřejná správa (státní správa a samospráva)
Počty zaměstnanců u ministerstev jsou včetně podřízených organizačních složek. Uvedeny subjekty či skupiny subjektů s počtem zaměstnanců nad 1 000.
| Zaměstnavatel                                                       | Počet zaměstnanců | Reference            |
| ------------------------------------------------------------------- | --- | -------------------- |
| příspěvkové organizace Ministerstva školství, mládeže a tělovýchovy | 257 391 (2021) | [ 51 ]               |
| Ministerstvo vnitra                                                 | 66 726 (2021) * 42 340 Policie České republiky * 10 355 Hasičský záchranný sbor České republiky * 10 845 ústřední orgán | [ 51 ]               |
| Ministerstvo obrany                                                 | 34 169 (2021) * 22 276 Armáda České republiky * 1 645 ústřední orgán | [ 51 ]               |
| Ministerstvo spravedlnosti                                          | 24 323 (2021) * 11 268 Vězeňská služba České republiky * 9 423 soudy * 2 584 státní zastupitelství * 410 ústřední orgán | [ 51 ]               |
| Ministerstvo financí                                                | 23 298 (2021) * 14 783 Generální finanční ředitelství * 5 505 Generální ředitelství cel * 1 258 ústřední orgán * 59 Finanční analytický úřad | [ 51 ]               |
| Ministerstvo práce a sociálních věcí                                | 22 133 (2021) * 11 616 Úřady práce * 8 412 Česká správa sociálního zabezpečení * 1 309 ústřední orgán * 753 Státní úřad inspekce práce | [ 51 ]               |
| Univerzita Karlova                                                  | 12 336 (2019) | [ 53 ]               |
| Akademie věd České republiky                                        | 9 751 (2019) | [ 54 ]               |
| Masarykova univerzita                                               | 6 700 (2023) | [ 55 ]               |
| příspěvkové organizace Ministerstva kultury                         | 6 632 (2021) * 2 212 Národní památkový ústav (2019) * 1 322 Národní divadlo (2014) | [ 51 ] [ 56 ] [ 57 ] |
| Fakultní nemocnice v Motole                                         | 6 129 (2019) | [ 58 ]               |
| Ministerstvo zemědělství                                            | 5 321 (2021) * 1 261 Státní veterinární správa České republiky * 1 232 Státní pozemkový úřad * 1 045 Ústřední kontrolní a zkušební ústav zemědělský * 662 ústřední orgán * 549 Státní zemědělská a potravinářská inspekce * 88 Ústav pro státní kontrolu veterinárních biopreparátů a léčiv * 61 Česká plemenářská inspekce | [ 51 ]               |
| Fakultní nemocnice Brno                                             | 5 187 (2014) | [ 59 ]               |
| Český úřad zeměměřický a katastrální (137)                          | 4 847 (2021) * 4 259 katastrální úřady * 366 Zeměměřický úřad * 141 ústřední orgán | [ 51 ]               |
| Všeobecná fakultní nemocnice v Praze                                | 4 601 (2014) | [ 60 ]               |
| Fakultní nemocnice Plzeň                                            | 4 383 (2019) | [ 61 ]               |
| Fakultní nemocnice Hradec Králové                                   | 4 303 (2018) | [ 62 ]               |
| České vysoké učení technické v Praze                                | 4 138 (2021) | [ 63 ]               |
| Všeobecná zdravotní pojišťovna České republiky                      | 3 506 (2021) | [ 64 ]               |
| Ministerstvo zdravotnictví                                          | 3 449 (2021) * 2 179 Krajská hygienická stanice * 522 Státní ústav pro kontrolu léčiv * 470 ústřední orgán | [ 51 ]               |
| Fakultní nemocnice Ostrava                                          | 3 288 (2016) | [ 65 ]               |
| Česká televize                                                      | 2 992 (2021) | [ 66 ]               |
| Fakultní nemocnice Královské Vinohrady                              | 2 859 (2021) | [ 67 ]               |
| Fakultní nemocnice Bulovka                                          | 2 486 (2021) | [ 68 ]               |
| Fakultní Thomayerova nemocnice                                      | 2 364 (2021) | [ 69 ]               |
| Ústřední vojenská nemocnice                                         | 2 204 (2021) | [ 70 ]               |
| VŠB – Technická univerzita Ostrava                                  | 2 133 (2021) | [ 71 ]               |
| Ministerstvo zahraničních věcí                                      | 1 911 (2021) * 1 888 ústřední orgán | [ 51 ]               |
| Ministerstvo životního prostředí                                    | 1 733 (2021) * 644 Agentura ochrany přírody a krajiny ČR * 538 Česká inspekce životního prostředí * 551 ústřední orgán | [ 51 ]               |
| Česká zemědělská univerzita v Praze                                 | 1 727 (2014) | [ 72 ]               |
| příspěvkové organizace Ministerstva životního prostředí             | 1 720 (2021) | [ 51 ]               |
| Ministerstvo průmyslu a obchodu                                     | 1 641 (2021) * 851 ústřední orgán * 440 Česká obchodní inspekce * 117 Státní energetická inspekce * 79 Puncovní úřad * 55 Úřad pro normalizaci, metrologii a státní zkušebnictví * 40 Český úřad pro zkoušení zbraní a střeliva                                                                                             | [ 51 ]               |
| Ministerstva školství, mládeže a tělovýchovy                        | 1 528 (2021) * 896 ústřední orgán * 509 Česká školní inspekce | [ 51 ]               |
| Český statistický úřad                                              | 1 438 (2021) | [ 51 ]               |
| příspěvkové organizace Ministerstva obrany                          | 1 323 (2021) | [ 51 ]               |
| Technická univerzita v Liberci                                      | 1 235 (2019) | [ 73 ]               |
| Psychiatrická nemocnice Bohnice                                     | 1 155 (2011) | [ 74 ]               |